# American Airlines Arena
L'American Airlines Arena és un pavelló esportiu localitzat al centre de Miami, Florida, al costat de Key Biscaine. És utilitzat pels partits de bàsquet i per a concerts. Va ser construït com a substitut del Miami Arena i va ser dissenyat per la firma Arquitectonica & 360 Architecture.
En aquest pavelló és on els Miami Heat de l'NBA hi juguen els seus partits, i on les Miami Sol de la WNBA van disputar-hi els seus des de l'any 2000 fins al 2002.

## Història
Aprovat pel vot de referèndum el 1996, American Airlines va comprar els drets del nom del pavelló el 1999 per 42 milions de dòlars per 20 anys.
El novembre del 1998, la construcció del nou pavelló es va veure afectada per un incendi a la secció superior del complex. El 31 de desembre del 1999, l'American Airlines Arena es va obrir oficialment amb un concert de Gloria Estefan. Dos dies després, el 2 de gener del 2000, els Miami Heat va jugar el seu primer partit en el nou pavelló.